# Nizozemsko na Zimních olympijských hrách 1994
Nizozemsko na Zimních olympijských hrách 1994 reprezentovalo 21 sportovců (13 mužů a 8 žen) v 4 sportech.

## Medailisté
| Medaile | Jméno          | Sport          | Disciplína    |
| ------- | -------------- | -------------- | ------------- |
| Stříbro | Rintje Ritsma  | Rychlobruslení | Muži 1 500 m  |
| Bronz   | Falko Zandstra | Rychlobruslení | Muži 1 500 m  |
| Bronz   | Rintje Ritsma  | Rychlobruslení | Muži 5 000 m  |
| Bronz   | Bart Veldkamp  | Rychlobruslení | Muži 10 000 m |